# Дебаты
Дебаты (из фр. débat «спор») — чётко структурированный и специально организованный публичный обмен мыслями, прения между двумя сторонами по актуальным темам. Эта разновидность публичных споров направлена на то, чтобы участники дебатов убедили в своей правоте третью сторону, а не друг друга. Вербальные и невербальные средства, которые используются участниками дебатов, имеют целью формирование у аудитории определённого мнения по поставленной проблеме. Под дебатами чаще всего понимают политические предвыборные дискуссии кандидатов в президенты.

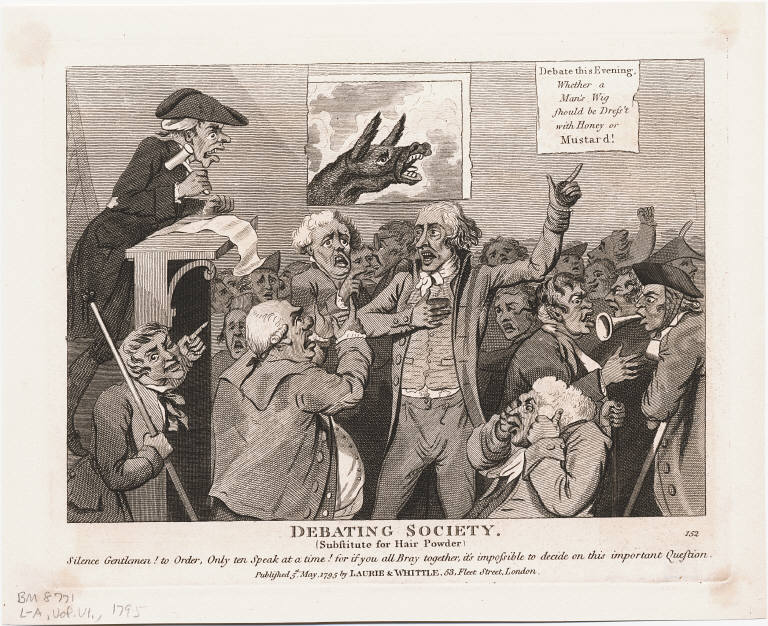
Гравюра Исаака Крукшанка — Дебаты по вопросу о заменителе пудры для волос, 5 мая 1795 года. Карикатура высмеивает введение нового налога на пудру для волос.

## Политические дебаты

### В России
В истории российской политики первые политические дебаты проходили в 1989 году на выборах Ленинградского городского совета. На президентских выборах 1991 года и парламентских выборах 1993 года дебаты не проводились. Впервые отказался от дебатов президент Ельцин во время избирательной президентской кампании 1996 года. В дальнейшем провластный кандидат традиционно в дебатах не участвует.
Формат дебатов заблаговременно и четко устанавливается Центральной избирательной комиссией России. Перед выборами президента 2012 года в студии встречались два кандидата и дебатировали один на один. Перед выборами президента 2018 года формат заключался в следующем: кандидатам по очереди трижды даётся определённое время, за которое он должен убедить избирателя проголосовать за него. За это время кандидат может ответить другому участнику дебатов, если считает, что сказанное им неточно или неверно. Иногда вместо кандидата выступают его доверенные лица. Участников дебатов приглашает телеканал. Стоит отметить, что ветеран президентской гонки и шестикратный кандидат в президенты Владимир Жириновский в 2018 году не пропустил ни одних дебатов ни на одном государственном телеканале. Кроме того, до 2004 года трансляцией теледебатов занимался частный канал НТВ.
Трансляция теледебатов на государственных телеканалах обязательна. Предвыборные дебаты транслируют в прямом эфире на Камчатский край телеканалы «Россия-1», Первый канал, «Россия-24», «ТВ Центр», ОТР, до 2004 года телеканал «НТВ». Порядок трансляции определяется постановлением Центральной избирательной комиссии.
Несмотря на строгий регламент проведения и формата дебатов в целом, иногда случаются скандалы. К примеру, 28 февраля 2012 года кандидат в президенты России Владимир Жириновский в прямом эфире телеканала «Россия-1», отвечая на вопрос Аллы Пугачёвой о том, почему он позволяет себе грубо выражаться, сказал, в частности, что «…она (Пугачёва) законы не читает, у неё один закон — менять мужей каждые пять минут…», «…а на Вас мне наплевать, всё!». 28 февраля 2018 года, вступив в перепалку с кандидатом Сергеем Бабуриным, Жириновский на претензию к его поведению Ксении Собчак ответил: «Замолчи, дура, замолчи». После нескольких оскорблений со стороны Владимира Жириновского Ксения Собчак плеснула в него водой из стакана. В ответ на этот поступок Жириновский стал нецензурно браниться ещё больше.
В разное время предвыборные дебаты вели разные люди. Во время президентской кампании 1996 года на Первом канале теледебаты вёл Александр Любимов. Перед выборами 2000 года ведущими дебатов на том же телеканале были Александр Гордон и Владимир Соловьёв. Предвыборные дебаты в 2004 году на Первом канале вёл Пётр Марченко, на телеканале «Россия» — Эрнест Мацкявичюс. Перед президентскими выборами 2008 года теледебаты на Первом вёл Максим Шевченко, на телеканале «Россия» — Эрнест Мацкявичюс. Во время президентской кампании 2012 года на Первом канале дебаты вела Арина Шарапова и Пётр Толстой, на телеканале «Россия-1» — Владимир Соловьёв. В предвыборный период 2018 года дебаты на Первом канале вёл Анатолий Кузичев, на телеканале «Россия-1» — Владимир Соловьёв.
Существуют и парламентские дебаты. Они проводятся накануне выборов в Государственную думу. В предвыборный период 2011 года в студии собирались три человека — ведущий, представитель первой партии, представитель второй партии. Они дебатировали один на один. Теледебаты транслировали телеканалы «Россия-1», «Россия-24». На телеканале «Россия-1» дебаты вел Владимир Соловьёв. В его студии побывали лидеры партий КПРФ, ЛДПР, Справедливая Россия, а также разные представители партии «Единая Россия». Перед думскими выборами 2016 года формат дебатов обновился. Теперь в студии собирались представители партий, указанных в избирательном бюллетене и убеждали избирателя проголосовать за их фракцию.

### В других странах
В США и некоторых странах Европы дебаты претендентов являются де-факто обязательной составной частью выборов глав государств. Первыми телевизионными дебатами были предвыборные дебаты между Джоном Кеннеди и Ричардом Никсоном в ходе предвыборной президентской кампании США в 1960 году. После этого дебаты вошли в политическую жизнь как в Северной Америке, так и в Европе.
В 2010 году в США 25 кандидатов из 76 отказались от дебатов или уклонялись от них.